# 大興新城駅
大興新城駅（だいこうしんじょうえき）は中華人民共和国北京市にある北京地下鉄大興機場線の駅である。

## 駅構造

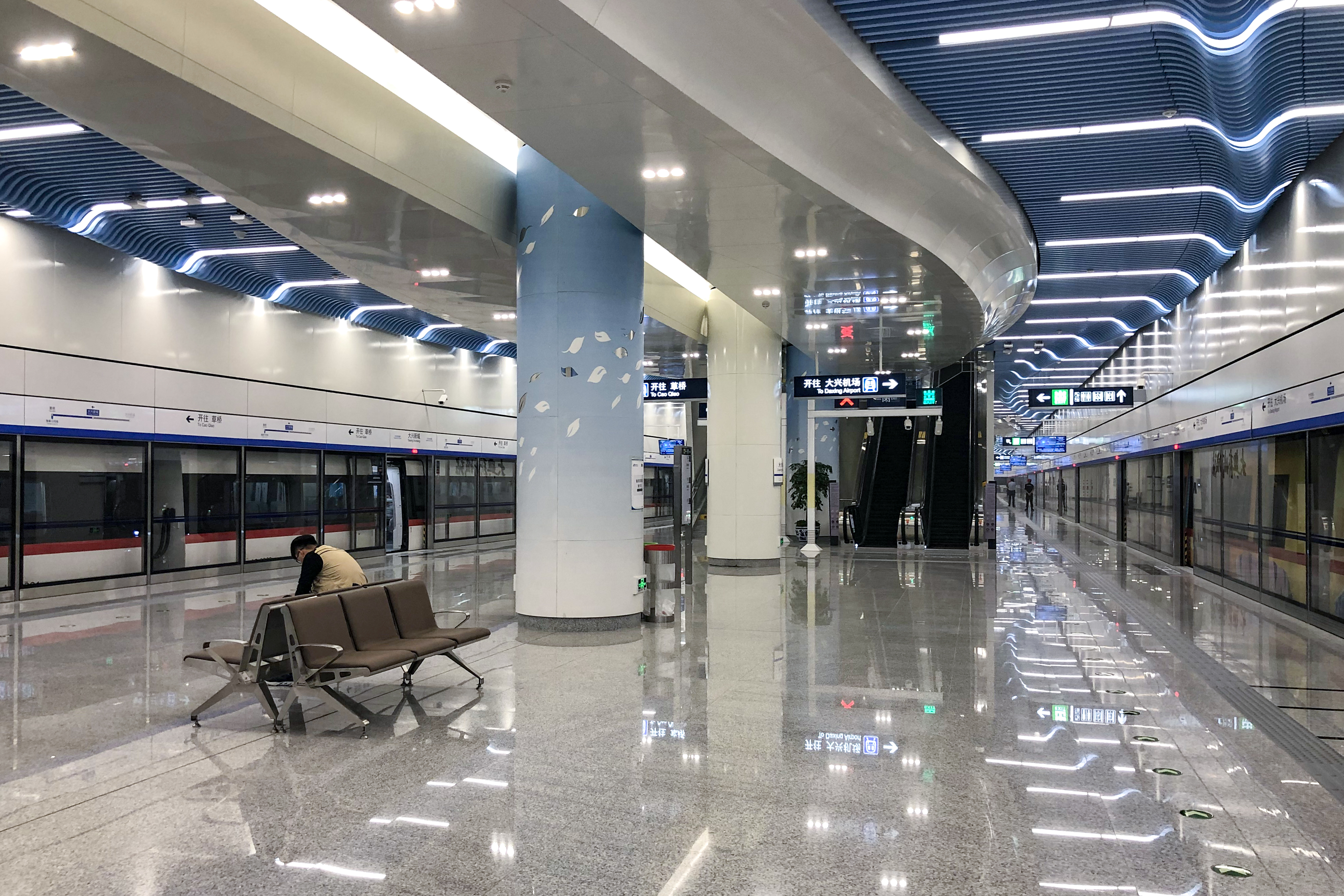
ホーム

島式ホーム1面2線の地下駅。

## 歴史
- 2019年9月26日 - 開業[1]。

## 隣の駅
■大興機場線
草橋駅  - 大興新城駅 - 大興機場駅